# Port lotniczy Kasama
Port lotniczy Kasama (IATA: KAA, ICAO: FLKS) – międzynarodowy port lotniczy położony w Kasamie, w Zambii.

## Linie lotnicze i połączenia
| Linia Lotnicza   | Kierunek           |
| ---------------- | ------------------ |
| Proflight Zambia | 1. Lusaka 2. Mansa |